# Klavierduo Kolodochka
Klavierduo Kolodochka besteht aus den Geschwistern Alexander Kolodochka (* 27. März 1984 in Moskau) und Ekaterina Kolodochka (* 4. August 1980 in Moskau). Sie geben seit 2006 als Klavierduo vierhändig an einem oder zwei Flügeln Konzerte in  Europa.

## Werdegang
Alexander und Ekaterina Kolodochka stammen aus einer russischen Musikerfamilie. Ihre Mutter ist die russische Sopranistin Galina Kolodochka, ihr Vater Alexander Kolodochka war Hornist beim Staatsorchester des Bolschoi-Theaters. Mit sechs Jahren besuchten die Geschwister die Staatliche Chopin-Musikschule in Moskau. Im Alter von 12 Jahren gab Ekaterina dort ihr Debüt mit dem Klavierkonzert a-Moll op. 16 von Edvard Grieg. Beide wurden von ihrer Mutter musikalisch gefördert. 
Die Geschwister gewannen 1994 den Preis Jugend musiziert in Moskau und wurden danach am Staatlichen Gnessin-College aufgenommen. Während ihres Studiums gab Ekaterina Kolodochka Kammermusik- und Solokonzerte u. a. auch in der Staatlichen Philharmonie in Moskau. Ihre musikalische Ausbildung am Gnessin-College schlossen die Geschwister 2000 und 2001 mit Auszeichnung ab, Alexander mit 17 Jahren.
Danach gingen die beiden Pianisten zur weiteren musikalisch-künstlerischen Ausbildung nach Deutschland. Sie studierten bei Michael Leuschner in Freiburg i. Br. und bei Irina Edelstein in Frankfurt a. M. Ekaterina Kolodochka besuchte Meisterkurse bei Michail Sergejewitsch Woskressenski, Irina Edelstein, Arbo Valdma und Pavel Gililov. Alexander Kolodochka nahm an Meisterkursen bei Woskressenski, Stanislav Pochekin, Felix Gottlieb, Irina Edelstein, Arnulf von Arnim, Karl-Heinz Kämmerling und Pavel Gililov teil.
Ihren Bachelor of Music erhielten beide in Frankfurt a. M. im Jahr 2009. An der Kölner Musikhochschule erwarben sie 2011 den Master of Music mit der Bestnote im Fach Klavier-Duo bei Anthony Spiri. Zur musikalischen Weiterentwicklung besucht das Klavier-Duo Meisterkurse bei den Duos Hans-Peter und Volker Stenzl und Genova & Dimitrov.
Während ihres Studiums in Frankfurt gab Ekaterina Kolodochka Solokonzerte unter anderem in Basel, Straßburg und Baden-Baden. Seit 2006 treten Alexander und Ekaterina als Klavier-Duo auf, in Deutschland u. a. in der Philharmonie Essen und in der Villa Hügel Essen, im Robert-Schumann-Saal Düsseldorf, im Funkhaus WDR Köln, im Kammermusiksaal der Berliner Philharmonie, in der Botschaft des Westens in Berlin, in der Barockkirche Lamspringe, der Alten Oper Frankfurt, im Kurhaus Wiesbaden und in der Walhalla in Donaustauf. Das Duo spielte auch im Rudolfinum (Prag) und in Luxembourg.
Das Repertoire des Klavier-Duos umfasst Werke, die für zwei Klaviere geschrieben sind oder vierhändig gespielt werden. Dazu gehören klassische Doppelkonzerte, die sie solo oder mit Perkussionisten spielen, Chorwerke wie die Carmina Burana, Original-Filmmusiken („Berlin. Die Sinfonie der Großstadt“ und „Metropolis“) sowie die CLASSIC meets JAZZ-Konzerte mit ihren Interpretationen der West Side Story von Leonard Bernstein und der Rhapsody in Blue von George Gershwin.
Alexander und Ekaterina Kolodochka leben in Düsseldorf.

## Preise

### Ekaterina Kolodochka
- 1990 den 1. Preis im Wettbewerb „Neue Namen“ in Moskau
- 1994 den „Jugend musiziert-Preis“ in Moskau
- 2008 den 1. Preis beim Torneo Internazionale di Musica (TIM) in Verona als Duo

### Alexander Kolodochka
- 1994 den „Jugend musiziert-Preis“ in Moskau
- 2004 den 1. Preis beim DAAD-Wettbewerb
- 2005 den 1. Preis bei den Internationalen Musiktagen in Koblenz
- 2006 den 3. Preis bei dem Int. Lions Musikwettbewerb
- 2008 den 1. Preis beim Torneo Internazionale di Musica (TIM) in Verona als Duo

## Diskografie
- Alexander & Ekaterina Kolodochka: Classical Jazz Musicisti Associati Produzioni M.A.P. Via Monte San Genesio 4, 20158 Milano (Italy) Live Recording 2012 Maestro M CD 2915
- Alexander & Ekaterina Kolodochka: piano duo 2 Piano News, Ars Produktion 38 466 (1 CD)
- Alexander & Ekaterina Kolodochka: piano duo 1 & piano duo 2 Piano News, Ars Produktion 38 463 / 38 466 (2 CDs)